# Farida El Choubachy
Farida El Choubachy également transcrit  Fariday al-Shoubashy, est membre du parlement égyptien, journaliste et écrivaine politique,.
En 2021, à l'âge de 83 ans, elle est la première femme en 42 ans à prendre la parole lors de la séance d'ouverture du Parlement,,,.
En tant que journaliste, est l'animatrice de l'émission d'actualités Wanted for Comments sur la chaîne Nile News et chroniqueuse dans un journal,.

## Religion
Née chrétienne mais convertie à l'islam, elle est très critique envers les Frères musulmans. Pendant leur règne après la mort de Hosni Moubarak, El Choubachy a déclaré, : 
Dans cette ère, il n'y a pas de place pour quiconque affirme que les femmes sont inférieures ou ne peuvent pas entrer en politique, ou que leurs voix ne doivent pas être entendues